# Élections législatives mauriciennes de 1995
Les élections législatives mauriciennes de 1995 sont une élection législative à Maurice le 20 novembre 1995. L'alliance entre parti travailliste mauricien et mouvement militant mauricien (MMM) conduite par Navin Ramgoolam remporte 100 % des 60 sièges mis en jeu par scrutin sur l'île principale ; à Rodrigues, l'organisation du peuple rodriguais remporte les deux sièges mis en jeu par scrutin.